# Primus motor
För föreningen, se Primus Motor (förening).
Primus motor (latin för "den förste röraren") är en antik filosofisk term förknippad med Aristoteles. Innebörden är en rörelses första upphov, den primära drivkraften. I äldre tider ofta förknippad med Gud.